# ابراهیم حسن تکریتی
ابراهیم حسن تکریتی برادر ناتنی صدام حسین و یکی از اعضای حزب بعث عراق است. وی در ۲۷ فوریه ۲۰۰۵ بازداشت شد.